# Pharaphodius corax
Pharaphodius corax är en skalbaggsart som beskrevs av Vladimir Balthasar 1937. Pharaphodius corax ingår i släktet Pharaphodius och familjen Aphodiidae. Inga underarter finns listade i Catalogue of Life.